# Fors rote
Fors rote är en av de tio rotar som fanns i Västerhaninge socken mellan åren 1792 och 1895. Den tillkom år 1792 genom att den redan existerande Berga rote delades i två rotar, Berga rote och Fors rote .

## Gårdar i Fors rote
Fors rote innehåller de tre gårdarna Fors, Alfsta och Witsa, varav Fors är den största och har givit namn till roten. 